# Hemisphaerius astridae
Hemisphaerius astridae är en insektsart som beskrevs av Victor Lallemand 1931. Hemisphaerius astridae ingår i släktet Hemisphaerius och familjen sköldstritar. Inga underarter finns listade i Catalogue of Life.